# Парамонов, Алексей Александрович
Алексей Александрович Парамонов (21 февраля 1925, Боровск, Калужская губерния — 24 августа 2018, Москва) — советский футболист (нападающий, полузащитник, защитник) и хоккеист (с мячом) (защитник). Заслуженный мастер спорта СССР (1954), заслуженный тренер РСФСР (1980), заслуженный работник физической культуры РСФСР (1985).

## Биография
Родился в г. Боровске Московской (ныне Калужской области) в многодетной семье. В 1927 семья переезжает в Москву.
Спортивную судьбу Алексея в значительной степени определила учительница физкультуры 430-й школы г. Москвы, усмотрев в нём незаурядные физические и спортивные задатки. Перед Великой Отечественной войной 1941—1945 гг. должен был состояться его дебют в столичной команде «Старт», но праздник футбола совпал с днём начала войны — 22 июня 1941 г.
В годы войны работал на заводе деревообрабатывающих станков, выпускавшего миномёты, и на заводе № 706 Министерства морского флота, где он проработал до конца войны, достигнув высшего шестого разряда слесаря-лекальщика.
Футбольная карьера началась в команде «Строитель», но вскоре по рекомендации преподавателя Малаховского областного техникума физической культуры, в который он поступил в 1945 году, Г. И. Мезиной, родственницей по жене с Анатолием Владимировичем Тарасовым, известным футбольным, а в последующем хоккейным тренером, был приглашён в футбольную команду ВВС (Военно-воздушных Сил). В этот период команду опекал генерал В. И. Сталин. Но вскоре из-за несложившихся отношений с последним, А. В. Тарасов, а вместе с ним и Алексей покинули команду. Алексей Александрович считает А. В. Тарасова своим первым тренером.
По рекомендации Николая Озерова был принят в клуб «Спартак», в котором играл с 15 сентября 1947 года и до 1960 года. В этот период одновременно учился в Московском педагогическом институте имени Н. К. Крупской, который окончил в мае 1960 года по специальности преподавателя физического воспитания.

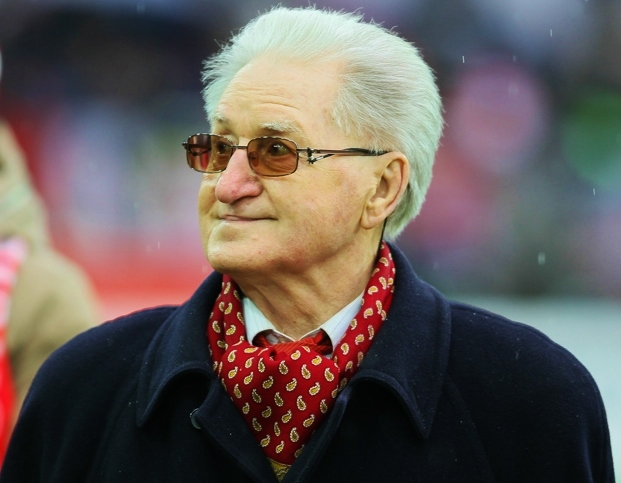
Алексей Парамонов в 2015 году

С 1 июня 1960 года работал на разных должностях в Управлении футбола, в последующем Федерации футбола, куда был приглашён Андреем Петровичем Старостиным. Потом — председатель Комитета ветеранов РФС.
Парамонов и его жена Юлия Васильевна жили в браке с 1950 года, имели дочь. Оба владели французским языком. В 2016 году Юлия Парамонова скончалась.
Парамонов умер 24 августа 2018 года на 94-м году жизни. Похоронен 27 августа 2018 года рядом с женой на Ваганьковском кладбище (2 уч.).

## Общественная деятельность
- Ответственный секретарь Федерации футбола (1981—1991).
- Член комитета УЕФА по проведению еврокубков (1983—1990).
- Член комитета УЕФА по мини-футболу (1991—1994).
- Ответственный секретарь Совета президентов федераций футбола стран СНГ (1993—2002).
- Заместитель председателя Комитета ветеранов РФС с 1992 г., председатель с 1996.[источник не указан 2684 дня]
- Советник Президента РФС (1997—2005).
- Академик академии проблем безопасности обороны и правопорядка (2006).

## Достижения
Командные

### В качестве игрока
Спартак
- Чемпион СССР: 1952, 1953, 1956, 1958
- Обладатель Кубка СССР: 1950, 1958
- Серебряный призёр Чемпионата СССР: 1954, 1955
- Бронзовый призёр Чемпионата СССР: 1948, 1949, 1957
- Финалист Кубка СССР: 1952, 1957

Спартак (хоккейный клуб)
- Бронзовый призёр Чемпионата СССР: 1950, 1951

Сборная СССР
- Олимпийский чемпион: 1956

Сборная Москвы
- Победитель Спартакиады народов СССР: 1956

### В качестве тренера
Этуаль дю Сахель
- Чемпион Туниса: 1965/1966
- Финалист Кубка Туниса: 1967

Личные
- В чемпионатах СССР по футболу провёл 318 матчей, забил 65 мячей.
- В сборной СССР (1952—1957 гг.) сыграл 13 официальных матчей.
- В списке «33-х лучших» 1954 г. (№ 3), 1956 г. (№ 1).
- В чемпионатах СССР по хоккею с мячом провёл 20 матчей.

## Награды

### Государственные
- Орден «За заслуги перед Отечеством» IV степени (6 декабря 1999) — за выдающийся вклад в развитие физической культуры и спорта[6]
- Орден Почёта (18 мая 2005) — за большой вклад в развитие физической культуры и спорта[7]
- Орден Дружбы (19 апреля 1995) — за заслуги в развитии физической культуры и спорта и большой личный вклад в возрождение и становление спортивного общества «Спартак»[8]
- Орден «Знак Почёта» (27 апреля 1957) — за успехи, достигнутые в деле развития массового физкультурного движения в стране, повышения мастерства советских спортсменов, и успешное выступление на международных соревнованиях
- Медаль «За доблестный труд в Великой Отечественной войне 1941—1945 гг.»
- Медаль «Ветеран труда» (1985)
- Юбилейная медаль «60 лет Победы в Великой Отечественной войне 1941—1945» (2005)
- Медаль «За особые заслуги перед Калужской областью» III степени (20 февраля 2015) — за большой вклад в развитие физической культуры и спорта, подготовку спортсменов, добившихся высоких спортивных достижений
- Почётный гражданин Боровска (решение городской Думы муниципального образования "Городское поселение «Город Боровск» от 23 июля 2008 года № 40).[источник не указан 1909 дней]

### Спортивные
- Кавалер Олимпийского ордена МОК 2001 г.
- Кавалер Рубинового ордена УЕФА «За заслуги» 2001 г.
- Орден «Спартака» 2005 г.
- Национальная спортивная премия «Слава» в номинации Легенда 2006 г.
- Орден ФИФА «За заслуги» 2006 г.

## Публикации
- Парамонов А. А. Игра полузащитника. — два издания 1964 г и 1967 г.